# Рањени орао (књига)
Рањени орао је љубавни роман српске књижевнице Мир-Јам, објављиван 1936. године у наставцима, у часопису Недељне илустрације.

## Радња
Радња романа је смештена у Краљевини Југославији 1936. године, између два светска рата и усредсређује се на љубавни живот младе протагонисткиње Анђелке Бојанић, ратног сирочета које је одгајала тетка. Она се удаје за судију Тому Ђуровића, конзервативног Црногорца, али растају се након прве брачне ноћи. Разлог за крах њеног брака јесте што је изгубила невиност пре брака, док је током студирања била на летовању  (што је у то време била друштвени табу), с мушкарцем који је наводно касније умро пре него што су успели да развију своју везу. Њен муж, који је сазнао за ову везу тек након што се оженио њом, не може то да јој опрости и разводи се од ње. Анђелка се сели у Македонију јер је добила посао и како би побегла од оговарања у Београду. У Македонији упознаје нове људе са којима се зближава, али је сустижу и духови из прошлости. Неколико испреплетених линија радње укључује Анђелкиног пријатеља из детињства, Ненада Алексића, сада авијатичара, и његову породицу у Београду, и како их животне околности и судбина на крају спајају.

## Ликови
- Анђелка Бојанић — главна јунакиња
- Ненад Алексић — ваздухопловни капетан, Анђелкин друг из детињства
- Гојко Марић — Анђелкина прва љубав
- Томо Ђуровић — Анђелкин бивши супруг, судија
- Надежда „Нада” Тодоровић — Анђелкина тетка, професорка математике
- Угљеша Кнежевић — Ненадов ујак, Анђелкин удварач
- Сафет Омеровић — трговац, Анђелкин удварач
- Ружа Алексић — Ненадова и Оливерина мајка, Угљешина сестра
- Вукица Марић — Анђелкина школска другарица, Гојкова супруга
- Савета — Анђелкина станодавка
- Донка — Саветина ћерка
- Злата Јанковић — Анђелкина другарица
- Оливера Алексић — Ненадова сестра
- Олга Нешић — матуранткиња, заљубљена у Тому
- Маша — Златин супруг
- Бранка — учитељица
- Невенка Митровић — Ненадова вереница
- Анка „Анита” Ђуровић — млада удовица
- Разија и Фатима Омеровић — Сафетове сестре
- Загорка „Зага” Обрадовић — чиновница суда, Анђелкина колегиница
- Војка Станковић — чиновница суда, Анђелкина колегиница
- Света — Донкин удварач
- Јанко Живковић — адвокат
- Љубица — Надина пријатељица и колегиница
- Фемка — Томина станодавка

## Поглавља
- Један дан под окупацијом

Први део:
- После двадесет година
- Прва ноћ
- Изгубљена невиност
- Увређени муж
- „Још вас волим”
- У Београду ње нема
- На мору — срце је у опасности
- Женска бележница
- Исповест
- Усамљеник
- Хоћу те сад!
- Пред смртном опасношћу
- Нежан син и брат
- Анита Ђуровић
- И то бива у животу мушкараца
- Сусрет с мужем
- Раскид брака
- Сусетка из доба окупације
- Сестрин план
- Дечак с праћком
- Потајне наде
- „Убићу се ако ме напусти!”

Други део:
- Усамљена жена
- Лепа распуштеница
- Авет прошлости
- У посети
- Зар се никад неће ослободити прошлости?
- Ко ли то може бити?
- Клопка
- Једне ноћи
- Злата није срећна
- Сусрет
- Ко ће освојити њено срце?
- Лице и наличје једног брака
- Девојачко искушење
- Узаврела крв

Трећи део:
- Госпа-Фемкин самац
- Хоће ли њена љубав победити?
- Разочарење за разочарењем
- „Мора бити моја!”
- „Срце-авијатичар”
- Промашен тренутак
- Њен бата
- Нови старешина суда
- Бацил љубави
- На журу
- Супарници
- Савремена девојка
- Краљица забаве
- Крвави догађај
- Један живот је угашен

Четврти део:
- Амајлија
- Права љубав
- Године пролазе

## Адаптације
Рањени орао, у драматизацији Борислава Михајловића Михиза, са поднасловом Смеју ли девојке допустити пробу пре брака, премијерно је изведен у Атељеу 212 12. марта 1972. године. У то време, ретко ко је знао ко је Милица Јаковљевић Мир-Јам; њених сентиментално љубавних романа, сећале су се само старе предратне госпође. Позоришна представа допринела је „рехабилитацији” ауторке након што ју је комунистичка власт одбацила. Режирала ју је Соја Јовановић, а публика ју је добро примила и одиграна је 156 пута, последњи пут 7. новембра 1979. године. Адаптација представе снимљена у ТВ студију премијерно је приказана 15. августа 1977. године на ТВ Београд. Представа је играна у више позоришта широм Србије, а у Атељеу 212 је обновљена априла 2006. године.
Од 22. децембра 2008. године је на РТС 1 приказивана ТВ серија Рањени орао снимљена по мотивима романа, коју је режирао Здравко Шотра, а продуцирао Кошутњак филм. Главне улоге су тумачили Слобода Мићаловић и Иван Босиљчић. Серија је постигла изузетну популарност током емитовања и стекла статус најгледаније српске серије икада. Њен успех довео је до поновне популарности Мир-Јам и штампања њених романа, као и још њихових екранизација. Од материјала из серије, монтиран је истоимени филм, чије је приказивање у биоскопима кренуло 22. априла 2009. године.